# III. Frigyes dán király
III. Frigyes (dánul Frederik den Tredje), (Haderslev, 1609. március 18. – Copenhagen Castle vagy Koppenhága, 1670. február 9.) Dánia és Norvégia királya 1648-tól haláláig. Országaiban bevezette az abszolutizmust. Uralkodása idején Dánia elvesztette minden Skandináv-félszigethez tartozó területét.

## Ifjúsága

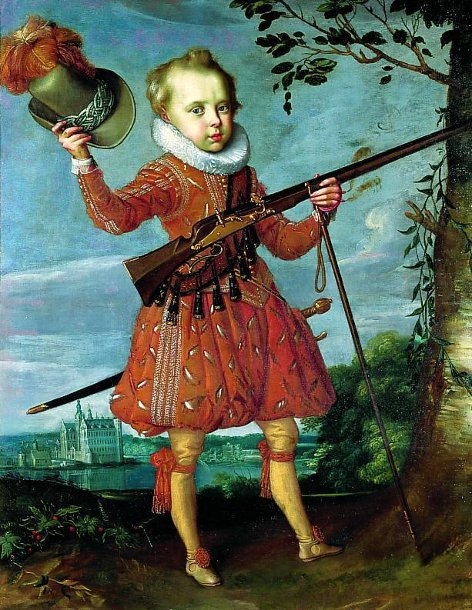
A gyermek Frigyes. Pieter Isaacsz festménye.

Frigyes 1609. március 18-án született a schleswigi Haderslevben IV. Keresztély dán és norvég király és Hohenzollern Anna Katalin hatodik gyermekeként. Fiatal korában nem remélhette, hogy ő örökli a trónt, Keresztély bátyja volt a hivatalos trónörökös (két másik bátyja már csecsemőkorában meghalt). Frigyes a Sorø Akadémián, valamint Hollandiában és Franciaországban tanult, érdekelte a teológia, a természettudományok és a történelem. Tartózkodó, visszafogott természetű volt, ritkán nevetett és keveset beszélt, ellentétben joviális és lobbanékony apjával. 1643-ban Frigyes feleségül vette Braunschweigi Zsófia Amáliát. Frigyes lelkes könyvbarát volt, gyűjteménye a koppenhágai Királyi Könyvtár alapját képezte.
Királyi hercegként több hivatalt is betöltött, adminisztrátora (azaz a pápa által el nem ismert vezetője) volt a brémai érsekségnek és a verdeni püspökségnek, valamint kapitánya volt a Stade erődjének. A Torstenson-háborúban a schleswig-holsteini erőket vezette, de összekülönbözött Anders Bille főparancsnokkal.

## Dánia és Norvégia királya
1647 júniusában meghalt bátyja, Keresztély, így Frigyes lett az elsődleges jelölt a trónörökösi pozícióra. Azonban a hivatalos jelölés még nem történt meg, mikor IV. Keresztély 1648. február 28-án meghalt. A rendi gyűlés és az Államtanács hosszas tanácskozás után végül elfogadta Frigyest és novemberben megkoronázták. Azonban apja kormányzatának visszásságai miatt és mert Frigyes korábbi tevékenységével sok haragost szerzett, alá kellett írnia egy statútumot, melyben korlátozták a királyi hatalmat az Államtanács javára.
Uralkodása első éveiben az Államtanács háttérbe szorította a királyt, aki azonban kitartó munkával elérte hogy a Tanácsból távozzon annak két legbefolyásosabb tagja, Corfitz Ulfeldt és Hannibal Sehested.

## Dán-svéd háborúk
A 17. század korábbi háborúiban Svédország jelentős területeket hódított el Dániától és Norvégiától és megfosztotta a dánokat korábbi kelet-balti dominanciájuktól. Frigyes azért érthető aggodalommal figyelte amikor egy gyakorlott és agresszív hadvezér, X. Károly Gusztáv került a svéd trónra 1654-ben. A svéd király valóban egy éven belül meg is indította hadait, ám a dánok megkönnyebbülésére Lengyelország ellen. Frigyes várt, amíg a svédek kellően belebonyolódnak a lengyel harcokba, majd 1657 nyarán hadat üzent Svédországnak. Károly Gusztáv azonnal Dánia felé indult és dél felől megszállta Jyllandot (Jütland), ám Fredericia erődjének ostromával sok időt vesztett, és a dán flotta is sikerrel szorította vissza a hajóhadát, ami így nem tudta segíteni átkelését Koppenhága felé. A tél rendkívüli hideggel köszöntött be, a svéd király azonban kivágta magát szorult helyzetéből, és egy lehetetlennek tartott manőverrel átkelt a befagyott tengerszorosokon először Fyn, majd Sjælland szigetére. Mikor a svéd hadsereg megjelent Koppenhága előtt, a dánok pánikba estek és azonnal békét kértek. A roskildei béke igen szigorú feltételeket tartalmazott, Dánia lemondott minden Øresundon túli tulajdonáról és a norvég Trøndelag tartományról (azaz Trondheim városról és vidékéről).
Károly Gusztáv azonban néhány hónapon belül meggondolta magát és úgy döntött hogy végleg leszámol kényelmetlen szomszédjával. 1658 júliusában minden különösebb indoklás nélkül hadat üzent és seregével partra szállt Sjællandon. A dánok kapkodva kezdték megerősíteni a gyengén védett Koppenhágát. Frigyes, amikor tanácsadói a menekülést javasolták, kijelentette: „A fészkemben halok meg”, és személyesen irányította a védekezést. Mire a svédek a város alá értek, a védők már megerősítették a falakat, ágyúkat szereztek be és a helyőrséget háromszorosára növelték. Károly Gusztáv nem is kockáztatta a rohamot, hanem szabályos ostromba fogott, ám a Dániával szövetséges holland flotta érkezésével ezt is fel kellett adnia. Ráadásul délről osztrák, lengyel és brandenburgi csapatok nyomultak be, amelyek harccal elűzték a svédeket Dániából. A háborút ösztönző X. Károly Gusztáv svéd király 1660-ban elhunyt, ezután a hadviselő felek a háborút a koppenhágai békével lezárták, ennek értelmében a svédek visszaadták Dániának az elfoglalt Bornholm szigetét, Trøndelag norvég tartományt és Schleswig déli részét, ám a többi dán terület a birtokukban maradt.

## Abszolút monarchia

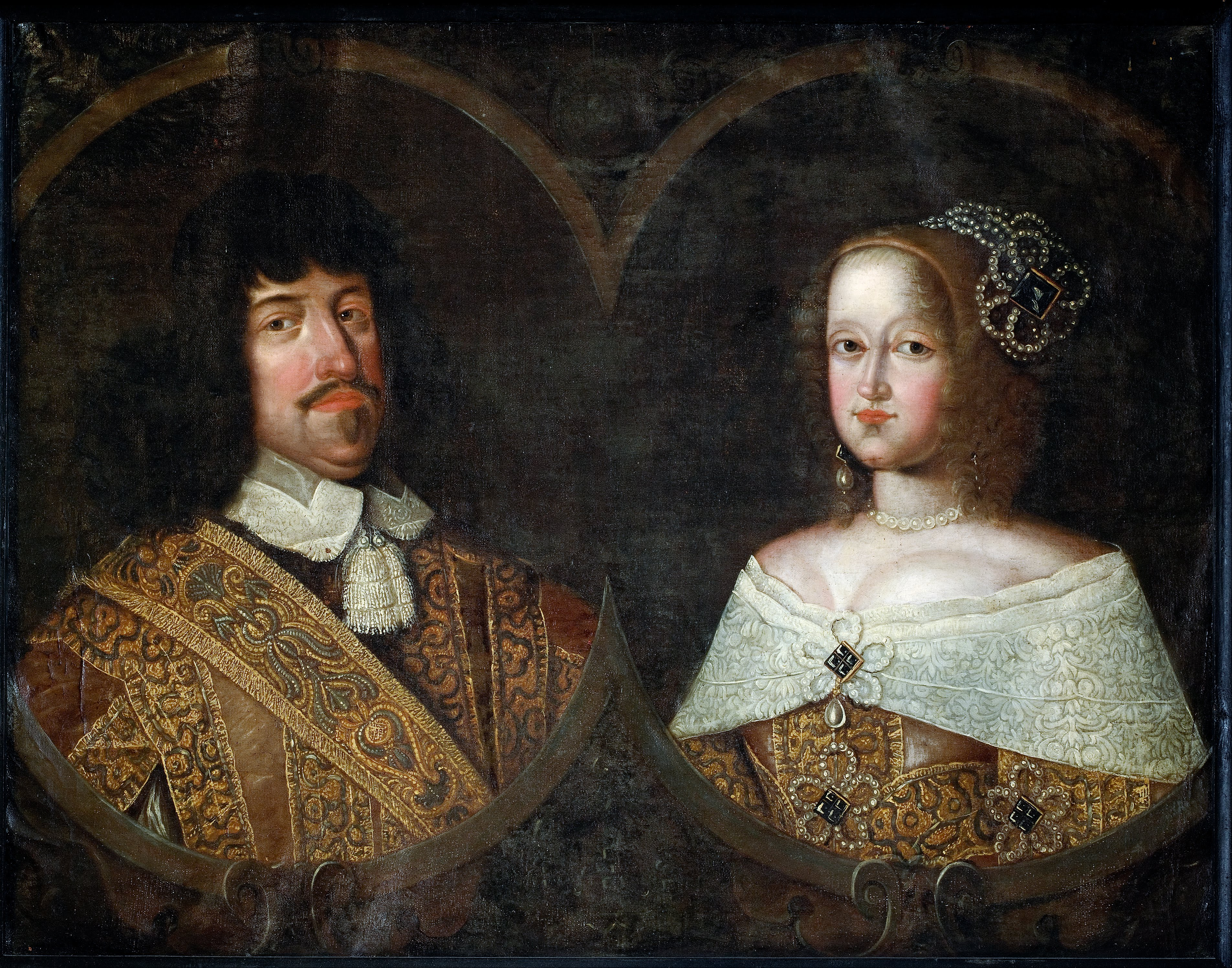
III. Frigyes és felesége, Braunschweigi Zsófia Amália. Ismeretlen festő műve a skoklosteri kastélyban.

Koppenhágai helytállása igen népszerűvé tette Frigyest, aki kihasználta az alkalmat, hogy végbevigye, amit már régóta tervezett. Kihirdette a szükségállapotot és összehívta a rendi gyűlést. A nemesség elleni hangulatot és saját népszerűségét kihasználva keresztülvitte, hogy a korona nemesi választás nélkül öröklődjön, hogy visszavonják a koronázásakor aláírt statútumot és hogy joga legyen dekrétumokkal kormányozni, vagyis Dániát abszolút monarchiává alakította át.

Uralkodása utolsó tíz éve alatt a király a háttérbe vonult, míg kiépítették az új kormányzati rendszert és az ország próbált magához térni a pusztító háborúk után. 1665-ben egyfajta alkotmánnyal, a Kongeloven (A király törvénye) kiadásával rögzítették az új rendszert.
1665-ben Frigyesnek lehetősége nyílt volna, hogy viszonozza a hollandok segítségét, mikor a britek el akarták kobozni a Holland Kelet-indiai Társaság flottáját. A hollandok Norvégiába menekültek és Frigyes a britek győzködésére („azok a hajók többet érnek, mint az egész királysága”) úgy döntött, hogy az angolokkal közösen ejtik zsákmányul a kereskedőhajókat. Azonban mire a parancsa a helyszínre ért volna, a vågeni csatában a hollandok a norvég erődparancsnok segítségével megfutamították az angol flottát.
III. Frigyes 1670. február 9-én halt meg Koppenhágában. Sírja a roskildei székesegyházban található.

## Gyermekei
III. Frigyesnek és Braunschweigi Zsófia Amáliának nyolc gyermeke született:
- Keresztély (1646. április 15. – 1699. augusztus 26.), Dánia és Norvégia királya
- Anna Zsófia (1647. szeptember 1. – 1717. július 1.), feleségül ment III. János György szász választófejedelemhez
- Friderika Amália (1649. április	11. – 1704. október 30.), feleségül ment Keresztély Albert holstein-gottorpi herceghez
- Vilma Ernesztina (1650. június 21. – 1706. április 22.), feleségül ment Károly rajnai palotagrófhoz
- György (1653. április 2. – 1708. október 28.), Cumberland hercege, I. Anna angol és skót királynő férje
- Ulrika Eleonóra (1656. szeptember 11. – 1693. július 26.), feleségül ment XI. Károly svéd királyhoz
- Frigyes (1651. október 11. – 1652. március 14.), kisgyermekként meghalt,
- Dorottya (1657. november 16.- 1658. május 15.), kisgyermekként meghalt.

Szeretőjétől, Margarethe Pape-től is született egy törvénytelen fia, Ulrik Frederik Gyldenløve (1638–1704), aki a következő, 1674–79-es svéd–dán–brandenburgi háború idején Norvégia dán alkirálya volt.

## Fordítás
- Ez a szócikk részben vagy egészben  a   Frederick III of Denmark című angol Wikipédia-szócikk ezen változatának fordításán alapul.  Az eredeti cikk szerkesztőit annak laptörténete sorolja fel. Ez a jelzés csupán a megfogalmazás eredetét és a szerzői jogokat jelzi, nem szolgál a cikkben szereplő információk forrásmegjelöléseként.

| Előző uralkodó: IV. Keresztély | Dánia királya 1648 – 1670 | Következő uralkodó: V. Keresztély |

| Előző uralkodó: IV. Keresztély | Norvégia uralkodója 1648 – 1670 | Következő uralkodó: V. Keresztély |